# Per Skift
Per Skift, född Per Anker Christensen 10 maj 1920 i Kristiania (nuvarande Oslo), död 10 januari 1994, var en norsk skådespelare.
Skift scenebuterade 1944 på Chat Noir i Oslo. Han hade även engagemang vid Det Nye Teater, Trøndelag Teater, Rogaland Teater och från 1972 vid Riksteatret. Han är mest känd för sina insatser i musikteaterstycken som Fladdermusen, Annie Get Your Gun och Carmen.
Vid sidan av teatern gjorde han sju filmroller mellan 1946 och 1962. Han debuterade i Toralf Sandøs Englandsfarare.

## Filmografi
- 1946 – Englandsfarare
- 1949 – Aldri mer! (kortfilm)
- 1952 – Vi vil skilles
- 1954 – Shetlands-Larsen
- 1957 – Peter van Heeren
- 1959 – 5 loddrett
- 1962 – Stackars stora starka karlar